# Zecchino d'Oro 1996
Il trentanovesimo Zecchino d'Oro si è svolto a Bologna dal 14 al 17 novembre 1996.
È stato presentato da Cino Tortorella e Paola Perego.
È la prima edizione che vede Sabrina Simoni alla direzione del Piccolo Coro "Mariele Ventre" dell'Antoniano, così ribattezzato dopo la scomparsa di Mariele Ventre, alla quale sarà dedicata ogni iniziativa legata al Fiore della solidarietà, come detto da Cino Tortorella nella serata d'apertura: infatti, a Santa Cruz de la Sierra, in Bolivia il 18 ottobre 1997 sarebbe sorta la Casa de la sonrisa de Mariele (Casa del sorriso di Mariele), cui è dedicato il Fiore della solidarietà del 1996.
Come ospiti della serata finale abbiamo avuto: Max Biaggi, Antonio Rossi, illusionista Baran, Roberto Brunamonti, Mauro Serio, Gioele Dix, Marco Di Buono, Alessandra Bellini, Jury Chechi, Walter Vitali, Elisabetta Ferracini, Cristina D'Avena, Elena Masiero, che insieme alle Verdi Note dell'Antoniano dirette da Paolo Zavallone e al Piccolo Coro Mariele Ventre dell'Antoniano, hanno cantato Do, brano scritto e dedicato a Mariele Ventre, prematuramente scomparsa.

## Brani in gara
- Bambolotto di caucciù (橡皮娃娃) ( Cina) (Testo: Sandro Tuminelli/Musica: Augusto Martelli) - Sonia Cheng (6 anni)
- Casa mia (A place called home) ( Singapore) (Testo italiano: Alberto Testa) - Aqilah Anuar (10 anni e mezzo)
- È meglio Mario (Testo: Emilio Di Stefano/Musica: Franco Fasano) - Fabio Troiano (8 anni)
- Filastrocca dei fumetti (Testo: Lucia Mannucci/Musica: Antonio Virgilio Savona) - Elena Lucertini (4 anni e mezzo)
- Il colmo (Testo: Vittorio Sessa Vitali/Musica: Corrado Castellari) - Federico Cerutti (7 anni) e Rossella Scialla (8 anni e mezzo)
- Il computer innamorato ( Canada) (Testo: Luigi Albertelli/Musica: Augusto Martelli, Paolo Zavallone) - Stéphanie Therrien (7 anni e mezzo)
- Il mio pappagallo (При папагала) ( Bulgaria) (Testo italiano: Sergio Menegale) - Petko Spassov Stefanov (8 anni) (Петко Спасов Стефанов)
- Il super poliglotta (Testo: Tony Martucci, Giuliano Taddei/Musica: Franco Graniero) - Eleonora Costanzo (7 anni), Teti Musmeci (6 anni) e Raissa Pasquale (7 anni e mezzo)
- La mucca e i semi di zucca (Testo: Vito Pallavicini/Musica: Pino Massara) - Marco Erriu (6 anni)
- La scatola dei tesori (La caja de los tesoros) ( Spagna) (Testo italiano: Alessandra Valeri Manera) - Paula Ribó González (6 anni)
- L'astronave di Capitan Rottame (Testo: Mario D'Alessandro/Musica: David Sabiu) - Marco Palmas (8 anni e mezzo)
- L'ovino alla coque (Testo: Sandro Tuminelli/Musica: Daniele Marco Tuminelli, Sandro Tuminelli) - Giuseppe Di Terlizzi (5 anni e mezzo)
- Ohi! Ohi! Ohi! (Càpitano tutte a me) (Oi) ( Brasile) (Testo italiano: Giorgio Calabrese) - Yuri Pereira Leal (9 anni e mezzo)
- Tenerotto, Grigiolino e Ruvidone (Hayvanları sevelim) ( Turchia) (Testo italiano: Renato Pareti) - Anıl Saplık (9 anni)

- (fuori concorso) Ele (Testo: Sergio Menegale/Musica: Sergio Menegale) - Piccolo Coro "Mariele Ventre" dell'Antoniano e Verdi Note dell'Antoniano (canzone dedicata a Mariele Ventre)
- (fuori concorso) Do (Testo: Fabio Testa, Alberto Testa/Musica: Fabio Testa, Alberto Testa) - Piccolo Coro "Mariele Ventre" dell'Antoniano, Verdi Note dell'Antoniano e alcuni solisti che hanno partecipato alle varie edizioni dello Zecchino d'Oro (canzone dedicata a Mariele Ventre)